# Face à la mort V
Pour plus de détails, voir Fiche technique et Distribution.
Face à la mort V (Faces of Death V) est un film mondo réalisé par John Alan Schwartz, Susumu Saegusa et Andrew Theopolis et sorti en 1995 en direct-to-video.
Généralement connu[Par qui ?] comme étant une tentative de garder la série Face à la mort en vie[style à revoir][citation nécessaire], ce vidéofilm est caractérisé par son contenu emprunté à ses prédécesseurs : il débute par le générique de début du premier volet et se poursuit par des images des volets 1 à 4. La scène qui figure la tuerie d'un singe ensuite mijoté et préparé pour le repas de personnes âgées est elle reprise du premier[Quoi ?] volet. Les scènes de l'arrachement du cœur par des éléphants d'Afrique ainsi que la scène de la "tête dans la boite" sont omniprésentes et toutes deux reprises de Face à la mort IV. Adolf Hitler refait[précision nécessaire] également son apparition dans le film.

## Fiche technique
- Titre original : Faces of Death V
- Titre français : Face à la mort 5
- Musique : Gene Kauer, James B. Schwartz
- Distribution : Gorgon Video
- Durée : 90 minutes
- Pays :  Allemagne
- Genre : documentaire
- Date de sortie : Allemagne : 1995

Film interdit aux moins de 18 ans

## SérieFace à la mort
Suivi de :
- 1996 : Face à la mort VI
  - Remake des précédents films
- 1999 : Faces of Death: Fact or Fiction ?
  - Faux documentaire des scènes légendaires de Face à la mort, accompagné de nouvelles entrevues.